# La Désirade (feu)
Pour les articles homonymes, voir La Désirade.
La Désirade est une pointe rocheuse et un feu de signalisation maritime à l'entrée du Vieux-Port de Marseille.

## Histoire
Le feu de la Désirade est construit en 1881. Il est électrifié le 5 juin 1912.

## Architecture
La hauteur de la tour en maçonnerie est de 12,80 m.

## Sources
- Magazine Le Point, « Phares, feux et forts : un port sous bonne garde », juin 2004
- Carte SHOM

## À proximité
- Feu de Sourdaras • Tourelle du Canoubier